# 桐島綾子
桐島 綾子（きりしま あやこ、1973年10月15日 - ）は、日本の熟女系AV女優。
身長: 160cm。ブラのサイズ: F。バスト: 92cm、ウエスト: 68cm、ヒップ: 93cm

## 出演作品

### アダルトビデオ
2015年
- 家政婦陵辱！美人家政婦を奴隷にしてしまう鬼畜男たち 桐島綾子 TFA-005 / 2015-10-06
- 新母親失格 桐島綾子 KBKD-1441 / 2015-08-25
- 巨乳家庭教師×エロガキ 家庭教師にエロい質問ばかりしちゃうエロガキ性教育悪戯！ 桐島綾子 EMEN-029 / 2015-08-16
- 痴漢バスで幾度もイカされる叔母 桐島綾子 DSE-1371 / 2015-08-05
- 先週末お隣りのご夫婦に誘われハイキング旅行に同行したのだが清々しい空気の自然に囲まれるなか急勾配の山道を登る隣人奥様のぱつぱつに食い込んだパン線浮きまくりのパンツルックのぷりけつをガン見しながら追っていたら申し訳ないと思いつつも... 桐島綾子 MOND-038 / 2015-06-25
- サラ金女社長…転落の瞬間 8 因果応報奈落の棺桶～剃毛されたパイパン美熟女雌犬調教ファック！ 桐島綾子 CETD-255 / 2015-05-24
- 淋しんぼ母さん 過剰な愛情欲情セックス 桐島綾子 FERA-038 / 2015-02-05
- 未亡人 母の悲しみを埋めてあげたい一心で… 僕は母を抱いたのです 桐島綾子 SCD-139 / 2015-01-22

2014年
- 総務課のオンナ 豊満キャリアOLの逆セクハラ 桐島綾子 MLW-2087 / 2014-11-25
- ネトラレーゼ 母を近所のおっさんに寝盗られた話し 桐島綾子 NTRD-014 / 2014-11-13
- 母親寝取られ縛り ～息子の友人の緊縛飼育～ 桐島綾子 JUX-457 / 2014-11-07
- 部長の奥さんがエロ過ぎて… 桐島綾子 VEC-126 / 2014-11-07
- 性欲処理特命秘書 セクレタリースーツの奥に隠された淫欲剛毛特命セックス 桐島綾子 CETD-216 / 2014-10-25
- 野外人妻露出調教 貞淑四十路赤面羞恥オナニー路地裏立ちション発情セックス！ 桐島綾子CETD-194 / 2014-08-13
- 代理出産の母 桐島綾子SPRD-736 / 2014-06-26
- 近親相姦 母のお尻 ～妖艶義母の官能巨尻 桐島綾子 AWD-84 / 2014-06-05